# Differenzierung (Biologie)
Differenzierung (von lateinisch differre ‚sich unterscheiden‘) bezeichnet in der Entwicklungsbiologie die Entwicklung von Zellen oder Geweben von einem weniger in einen stärker spezialisierten Zustand. Es handelt sich hierbei um einen artspezifisch vielfach irreversiblen und daher prädeterminiert erscheinenden Wandel von einzelnen Zellen und Geweben. Dieser Wandel kann in unterschiedlichen (polyvalenten) Richtungen erfolgen. Krankheitsbedingt kann es zur Rückbildung der entwicklungsgeschichtlich erfolgten Aufbauleistungen zugunsten primitiverer Stadien kommen, was dann als Entdifferenzierung bezeichnet wird.
Differenzierungsprozesse treten einerseits bei der individuellen Entwicklung eines vielzelligen Organismus auf, der sich aus einer Zygote zu einem komplexen Gebilde mit vielen verschiedenen Zelltypen und Gewebetypen entwickelt. Auch in ausgewachsenen Individuen spielen Differenzierungsprozesse wichtige Rollen bei der Aufrechterhaltung der Körperfunktionen.
Die Differenzierung ist zusammen mit der Zellteilung verantwortlich dafür, einem mehrzelligen Lebewesen seine Form zu verleihen, die Gesamtheit dieses Prozesses wird als Morphogenese bezeichnet.

## Steuerung der Differenzierung durch Genregulation
Molekularbiologisch äußert sich die Differenzierung von Zellen darin, dass nicht das gesamte Genom exprimiert, also in Proteine umgesetzt, wird, sondern nur die für den jeweiligen Zelltyp benötigten Gene aktiv sind. Im Gegensatz zur kurzfristig variablen Genexpression, die zum Beispiel die Reaktion auf Hormone oder Stress erlaubt, stellt die Differenzierung also eine längerfristig stabile Form der Genregulation dar.

## Differenzierung und Determination
Bei Lebewesen mit sexueller Fortpflanzung beginnt die Entwicklung mit einer einzigen Zelle, der befruchteten Eizelle (Zygote), welche alle Zelltypen des vollständigen Organismus hervorbringen kann. Diese Eigenschaft wird als „Totipotenz“ bezeichnet (von lat. totus – alles und potentia – Macht, Fähigkeit). Durch Zellteilung gehen aus dieser mehrere Tochterzellen hervor, die sich je nach Zellabstammung auf verschiedene Rollen spezialisieren.
Insbesondere bei Tieren geht dieser Vorgang mit der sogenannten Determination einher. Das bedeutet, dass die eingeschlagene Richtung der Spezialisierung auf nachfolgende Zellgenerationen auf epigenetischem Weg weitergegeben wird. Eine determinierte Zelle behält damit ihr Entwicklungsprogramm auch dann bei, wenn sie zum Beispiel an einen anderen Ort innerhalb des Organismus verpflanzt wird. Hierdurch schränkt sich die Potenz der Zelllinie immer weiter ein, von pluripotenten embryonalen Stammzellen (von lat. pluriens – mehrfach), welche alle Zelltypen des Embryos hervorbringen können, über multipotente Körperstammzellen („somatische Stammzellen“, lat. multus – viel bzw. altgriechisch σῶμα soma, deutsch ‚Körper‘), welche nur die Zelltypen eines bestimmten Gewebes hervorbringen können, bis zu irreversibel differenzierten, funktionellen Körperzellen. Diese verlieren meist die Teilungsfähigkeit und haben häufig nur eine begrenzte Lebensdauer.
Allerdings können Zellen unter bestimmten Umständen ihre Determination ändern (Transdetermination), ihre Differenzierung verlieren (Dedifferenzierung) oder sich nach einer Dedifferenzierung neu differenzieren (Transdifferenzierung). Diese Prozesse spielen zum Beispiel bei der Wundheilung eine Rolle. Bei Krebs tritt die Entdifferenzierung in Form der dort zu beobachtenden Anaplasie auf.
In Pflanzen finden sich ebenfalls auf die Teilung und damit die Erzeugung neuer Zellen und Gewebe spezialisierte, sogenannte meristematische Zellen, allerdings sind auch ausdifferenzierte Zellen häufig nicht oder nur eingeschränkt determiniert und behalten die Fähigkeit, sich unter bestimmten Umständen, zum Beispiel nach Verwundung, erneut zu teilen und verschiedene Zelltypen hervorzubringen.

## Regulation der Differenzierung
Der Weg der Differenzierung, also die Entscheidung, zu welchem Zelltyp eine Zelle sich entwickelt, hängt ab von verschiedenen äußeren und inneren Faktoren, zum Beispiel dem Einfluss von:
- Wachstumsfaktoren und Hormonen
- Nachbarzellen (Zellkontakte)
- Der Herkunft der Zelle aus ihren Vorläufern (Determination)

## Beispiele

### Gengesteuerte Bildung von Proteinen
Der Humangenetiker Friedrich Vogel sprach (1961) von Problemen der Differenzierung während der Embryonalentwicklung, die im Zusammenhang stehen mit der Bildung von gengesteuerten Proteinen, die ihrerseits wiederum abhängig sind vom Substratangebot. Um diesen Vorgang zu verdeutlichen, wählt Vogel ein experimentell nachprüfbares Beispiel von enzymatischer Adaptation: Wenn Hefe mit Glukose ernährt wird, zeigt sie keine Bereitschaft zur Umsetzung von anderem Zucker wie etwa Galaktose. Erst im Verlauf von einigen Stunden ist bei entsprechendem Angebot von Galaktose diese Bereitschaft infolge von Erhöhung der Galaktokinase-Aktivität nachweisbar, vgl. → Enzyminduktion. Gleichzeitig sinkt dann jedoch die Glukokinase-Aktivität.

### Vergleichende Betrachtung von Entwicklungsstadien
Die vergleichende allgemeine Betrachtung der Stadien der Entwicklung innerhalb der Phylogenese ist für das Verständnis der funktionellen Gliederung unseres eigenen Nervensystems aufschlussreich, da sie uns zugleich Vorteile und Nachteile und damit den biologischen Sinn solcher Differenzierung zeigt. Ein solches Beispiel hinsichtlich der Organisation der Netzhaut ist etwa ersichtlich beim Vergleich der menschlichen Entwicklung und derjenigen beim Tintenfisch, siehe → Zentralisierung. Der Bauplan des inversen Auges bietet Vorteile bei der Blutversorgung.

### Rindenähnliche Differenzierung
Die menschliche Netzhaut ist gleichzeitig ein Beispiel für die rindenähnliche Differenzierung von Nervengewebe. Die Netzhaut stellt einen vorgelagerten Anteil des Gehirns dar und weist die für kortikale Strukturen typische mikroskopische Gliederung in Schichten (Laminierung) auf. Die Laminierung ist ein Bauprinzip der grauen Substanz.

### Zelluläre Vorstadien späterer Differenzierung
Nicht endgültig differenzierte histogenetische Vorstadien von verschiedenen Entwicklungslinien stellen die sog. Blasten dar. Als konkretes Beispiel mögen hier die in der Wandung des embryonalen Neuralrohres (Zona nuclearis intermedia) liegenden einheitlich gestalteten Wandzellen dienen, die auch als Neuroepithel bezeichnet werden. Aus diesen Wandzellen entwickeln sich sowohl die Glioblasten als auch die Neuroblasten und Ependymzellen. Neuroblasten sind als Vorstadien der späteren Neuronen anzusehen, Glioblasten als Vorstadien der Glia.

## Gestaltpsychologie
Nach den Theorien einzelner Gestaltpsychologen wie Heinz Werner u. a. ist die Differenzierung als biologisches Entwicklungsprinzip in engem Zusammenhang mit dem Begriff der Zentralisierung zu sehen. Während die Differenzierung als Fließgleichgewicht ohne wesentliche morphologische Veränderungen verstanden werden kann, ist die Zentralisierung von Organen eher auf die funktionelle Vernetzung unterschiedlich differenzierter zellulärer Elemente in einem räumlichen Organsystem bezogen, siehe Morphogenese. Jede neu erworbene Verhaltenseinheit muss in das Ganze des Organismus eingegliedert werden, um durch diese Integration eine Desorganisation des Verhaltens zu vermeiden. Integration setzt Differenzierung voraus. Auch wenn Integration und Differenzierung als gegensätzliche Wirkprinzipien anzusehen sind, wird hierdurch die Fähigkeit des Organismus erhöht, auf unterschiedliche Reize gezielt zu antworten.